# Loch Ore
Loch Ore è un lago del Fife, Scozia, Regno Unito, che costituisce il nucleo centrale del Lochore Meadows Country Park.
Il lago è usato prevalentemente a scopo turistico e sportivo, specialmente per l'esercizio di gare di navigazione a vela.
Nel Loch Ore si tiene annualmente lo Scottish Open Water Championships, una gara di nuoto che si svolge nelle sue acque.